# Éric de Chassey
Pour les articles homonymes, voir Buretel et Chassey (homonymie).
Éric de Buretel de Chassey, dit par convenance Éric de Chassey, né le 1er octobre 1965 à Pittsburgh (États-Unis), est un historien de l'art et critique français, directeur d'institutions culturelles et scientifiques.
Professeur d'histoire de l'art contemporain, il est directeur général de l'Institut national d'histoire de l'art de 2016 a 2025, après avoir été directeur de l'Académie de France à Rome de 2009 à 2015. Il est nommé directeur de l'école des Beaux-Arts de Paris en mai 2025.

## Biographie

### Famille
Né à Pittsburgh, aux États-Unis, où son père Benoît de Buretel de Chassey (1941-2012), est étudiant à l'université Carnegie-Mellon, Éric de Chassey passe son enfance en Suisse, puis à Lyon en France. Il a deux frères, dont un kinésithérapeute des équipes de France olympiques et deux sœurs. Le berceau familial est le village de Mirebel, dans le Jura.
Éric de Chassey est cousin de l'éditeur musical Emmanuel de Buretel et de Thibault de Chassey, fondateur du groupuscule d'extrême droite pétainiste, le Renouveau français.
Après avoir divorcé de sa première femme, dont il a eu trois enfants, il épouse le 25 mai 2013, à la villa Médicis, l'actrice Anne Consigny.

### Formation
Il effectue sa scolarité au lycée lyonnais Sainte-Marie Lyon (les maristes). Élève de l'École normale supérieure en 1986 à 1990 en philosophie, il fait le choix de suivre parallèlement une formation en histoire de l'art à l'université Paris IV-Sorbonne et en sciences politiques à Sciences Po Paris plutôt que de passer l'agrégation comme il est d'usage dans l'établissement de la rue d'Ulm. Ayant opté pour l'histoire d'art, il soutient en 1994 une thèse de doctorat ayant pour thème « Décorative violence : la réception et l'influence de l'oeuvre d'Henri Matisse aux Etats-Unis à l'époque du triomphe de l'art américain » sous la direction de Bruno Foucart à l'université Paris IV-Sorbonne. Cinq ans plus tard, il obtient une habilitation à diriger les recherches d'histoire de l'art, toujours à l'université Paris IV-Sorbonne avec pour thème « L'abstraction avec ou sans raison » devant un jury composé de Serge Lemoine, Bruno Foucart, Jean-Marc Poinsot, Erich Franz et Bernard Ceysson.

### Carrière professionnelle
Éric de Chassey a commencé sa carrière comme lecteur de français à l'Université Yale (États-Unis) en 1989-1990. De 1992 à 1996, il a été chargé d'enseignement en histoire de l'art contemporain à la Sorbonne. Il est élu maître de conférences à l'UFR d'histoire de l'art de l'université Paris IV-Sorbonne en octobre 1996. Il est ensuite élu en octobre 1999 professeur d’histoire des arts contemporains, à l'université François-Rabelais de Tours, poste qu'il occupe jusqu'en 2012, enseigne à l'École du Louvre. En 2012, il est élu professeur d’histoire des arts contemporains à l'École normale supérieure de Lyon dont il est actuellement détaché pour assurer des fonctions de directeur d’établissement public. Il est membre junior de l'Institut universitaire de France de 2004 à 2009.
Une part notable de ses recherches s'effectue sur l’œuvre de Matisse, l’histoire des rapports artistiques transnationaux, la photographie, les phénomènes de tradition et de résistance dans la réception ou les liens de l’œuvre d’art avec la société dans laquelle elle s’inscrit, du début du XXe siècle à nos jours, notamment avec la musique (Punk) et la politique (Mai 68 et ses conséquences). Ses recherches donnent lieu à des publications, des colloques et des expositions sur les peintres contemporains tels qu'Olivier Mosset, Olivier Debré, Jean-Pierre Pincemin, François Rouan, Richard Deacon, Jean-Marc Bustamante, Peter Soriano, Pierre Soulages, Dan Walsh, Shirley Jaffe, Djamel Tatah, Monique Frydman, Alex Katz, Ellsworth Kelly, Simon Hantaï, Bridget Riley, Julian Schnabel, Luc Tuymans, Callum Innes,Christophe Cuzin, Agnès Thurnauer et Philippe Favier.
En 2008, il fonde l'équipe de recherche Interactions Transferts Ruptures artistiques et culturels (InTRu), qui rassemble des universitaires, des conservateurs du patrimoine ainsi que des chercheurs indépendants.
Il compte parmi ses élèves l’artiste iranien Bahram Ahmadi.

#### Directeur de la villa Médicis

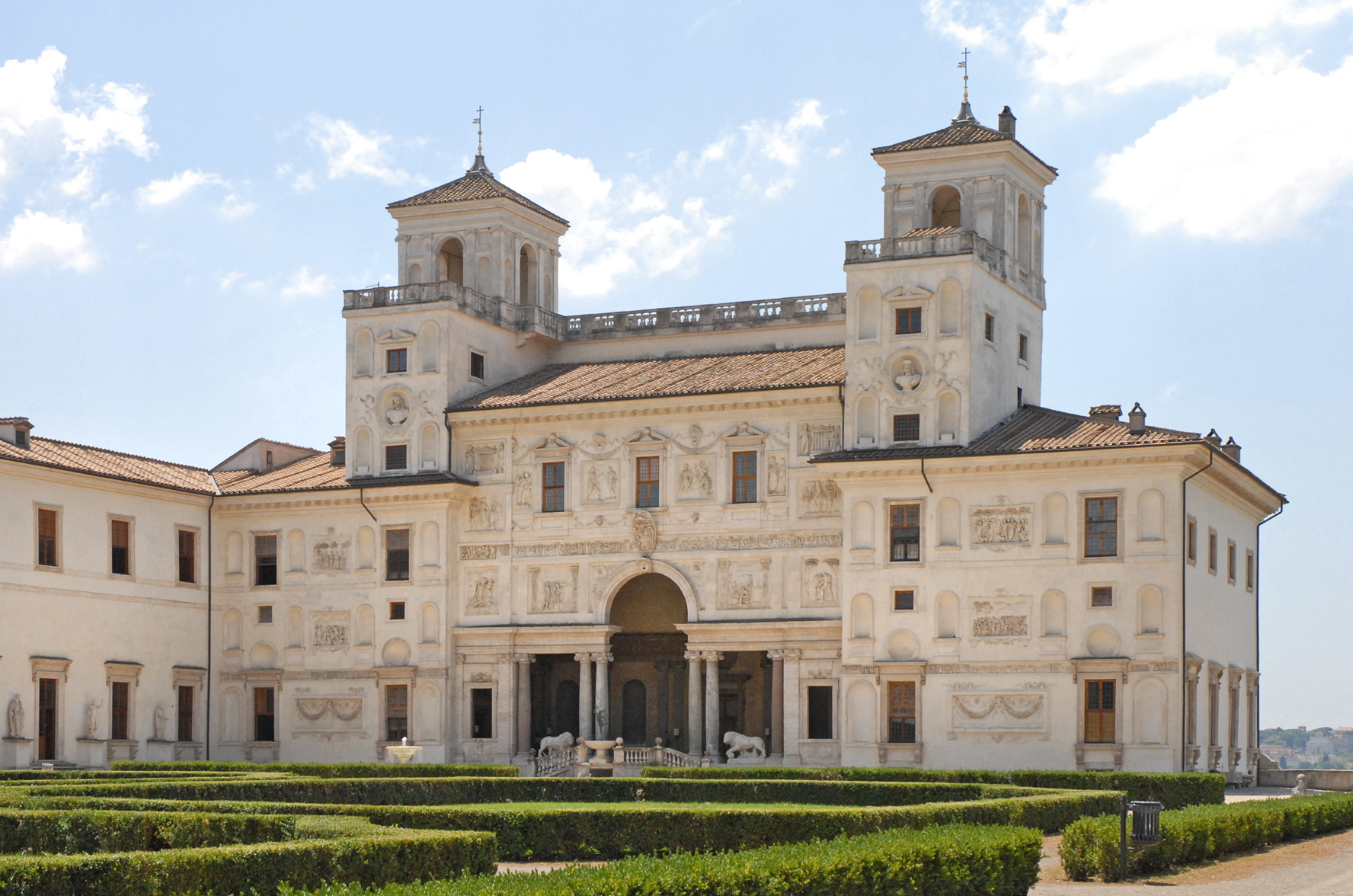
La villa Médicis à Rome vue des jardins.

Le 4 septembre 2009, Éric de Chassey est nommé directeur de l'Académie de France à Rome, succédant ainsi à Frédéric Mitterrand,,.
Il s'est vu à plusieurs reprises reprocher,, notamment par la presse people,, mais également par la presse généraliste, d'avoir bénéficié de favoritisme,,, par l'entremise de son épouse, Anne Consigny, « meilleure amie » de Julie Gayet.
En septembre 2012, son mandat est renouvelé par François Hollande en dépit de l'opposition d'Aurélie Filippetti.
Il a initié d'importants programmes de restauration de la Villa, de son intérieur et de son jardin (avec une attention particulière à la coprésence des décorations maniéristes tardives et des interventions de Balthus au XXe siècle), enrichi la collection avec des acquisitions majeures d'œuvres de la Renaissance (Jacopo Zucchi) et d'aujourd'hui (Claudio Parmiggiani), organisé et dirigé un programme de résidence pour des artistes de tous horizons et de toutes origines, ainsi que des expositions, des concerts, des programmes de cinéma et de littérature, et des colloques d'histoire de l'art.
Il a notamment lancé trois festivals annuels de musique classique (Autunno in musica), de musique classique contemporaine (Controtempo) et de pop, rock et électro (Villa Aperta), ainsi que trois festivals annuels de cinéma consacrés aux films documentaires du Sud (CineMondo), aux films restaurés (Re/visioni ) et à la cinématographie d'un acteur ou d'une actrice italien(ne) ou français(e) (Cinema all'aperto) : ces festivals, qui s'adressent diversement aux spécialistes et/ou au grand public, ont rencontré un large succès public et critique.
Le bilan de sa direction de la Villa Médicis,,, a conduit le conseil d'administration de cet établissement à lui décerner le titre de directeur honoraire par une décision du 22 octobre 2015.

#### Directeur général de l'INHA
Éric de Chassey est nommé directeur général de l'Institut national d'histoire de l'art (INHA) le 5 juillet 2016. Il devient par ailleurs et à la suite de sa nomination directeur de publication de la revue scientifique de l'INHA, Perspective.
En mai 2021, il est commissaire d'une exposition sur Napoléon vu par l'art contemporain.
En 2022, il est élu président du Réseau international des instituts de recherche en histoire de l’art (RIHA).
Depuis 2021, il préside le comité éditorial du projet international « The Visual Arts in Europe : An Open History » (EVA), projet qu'il a initié en 2019 et qui rassemble 46 instituts de recherche en histoire de l'art et musées représentant les 46 pays du Conseil européen.

### Autres
Il est un compagnon des Gracques, groupe de centre gauche qui, pendant la campagne électorale présidentielle de 2007, prônait un rapprochement avec François Bayrou.
Il est membre du jury du Festival international du livre d'art et du film à Perpignan en juin 2013 et du jury du prix Sciences Po 2015 pour l'art contemporain.
Il est membre du conseil d'administration de la fondation Linklaters.
Il est membre des conseils d'administration de l'Institut national du patrimoine (depuis 2017), et de la Fondation Angladon-Dubrujeaud d’Avignon (depuis 2022).
Il a été membre du conseil d’administration de l'Établissement public de l’Établissement public du Grand Palais de 2007 à 2010.
Il est membre des comités scientifiques de divers établissements publics français, comme la Bibliothèque nationale de France (2016-2019), l'École nationale des chartes (depuis 2017), le Musée du Louvre (depuis 2017), le Musée du Quai Branly-Jacques Chirac (depuis 2017), le Centre Pompidou / Musée national d’art moderne (depuis 2020), la Monnaie de Paris (depuis 2022), le Centre de Création Contemporaine - Olivier Debré de Tours (depuis 2022), et le Musée des arts décoratifs (depuis 2023).
Il est partisan du regroupement en un seul ministère de l'Éducation nationale et de la Culture.
Il intervient dans le documentaire La Face cachée de l'art américain (2019) de François Lévy-Kuentz.
Entre 2018 et 2024, il a publié une chronique mensuelle dans l'édition française de The Art Newspaper, abordant des questions d'actualité en histoire de l'art et en culture, toutes périodes et géographies confondues.

## Publications

### Ouvrages
Il a publié des essais sur l'art des XXe et XXIe siècles, parmi lesquels :
- La Violence décorative : Matisse et les États-Unis, Nîmes, éditions Jacqueline Chambon, 1998
- La Peinture efficace. Une histoire de l'abstraction aux États-Unis, 1910-1960, Paris, éditions Gallimard, 2001
- Henri Matisse – Ellsworth Kelly – Dessins de plantes (en collaboration avec Rémi Labrusse), Paris, Gallimard et Centre Pompidou, 2002 Version américaine, Henri Matisse-Ellsworth Kelly-Plant Drawings, New York, Ginkgo Press, 2002.
Une version remaniée du texte portant sur les dessins de Matisse a été publiée avec un résumé en letton (« Matiss, augi un dekorativisms ») dans Mākslas, vēsture & teorija, Riga, no 6-7, 2006, p. 27-32.
- Pascal Pinaud, Transpainting, Genève, Mamco, 2003
- The Gilbert and Catherine Brownstone Collection : Hydraulic Muscles Pneumatic Smiles, Palm Beach, Norton Museum, 2003
- Eugène Leroy, autoportrait, Paris, Gallimard, 2004
- Platitudes. Une histoire de la photographie plate, Paris, éditions Gallimard, 2006
- Olivier Debré, monographie, 2007
- Marcia Hafif, catalogue raisonné de l'œuvre jusqu'en 1969, 2010
- Philippe Gronon, 2010
- Pour l’histoire de l’art, Arles, Actes Sud, 2011
- Vibration of Space. Heron, De Staël, Hartung, Soulages, Londres, Waddington Custot, mai 2016, 124 p. (ISBN 978-0-95766-128-8)
- L'abstraction avec ou sans raisons, Paris, Gallimard, coll. « Art et artistes », 2017, 267 p. (ISBN 978-2-07-269334-2)
- Après la fin : suspensions et reprises de la peinture dans les années 1960 et 1970, Paris/63-Clermont-Ferrand, Klincksieck, 2017, 265 p. (ISBN 978-2-252-04099-7)
- Donner à voir. Images de Birkenau, du Sonderkommando à Gerhard Richter, Paris, Gallimard, coll. « Art et artistes », 2024, 104 p. (ISBN 978-2-073-05802-7)

### Articles
- Avec Sylvie Aubenas, Michel Laclotte, Nabila Oulebsir, Philippe Plagnieux et Agnès Rouveret : « La monographie d’artiste : une contrainte, un modèle, un schéma adaptable ? », Perspective, no 4,‎ 2006, p. 504-512 (lire en ligne).
- Avec Claude Allemand-Cosneau, Claude d’Anthenaise, Thomas Huber, Laurent Salomé, « Les pratiques récentes de mixité entre art actuel et art ancien : le contemporain dans les musées », Perspective, 4 | 2009, p. 496-509 [mis en ligne le 31 juillet 2014, consulté le 28 janvier 2022. URL : http://journals.openedition.org/perspective/1258 ; DOI : https://doi.org/10.4000/perspective.1258].
- « Éditorial », Perspective, 1 | 2017, p. 5-7 [mis en ligne le 31 décembre 2017, consulté le 28 janvier 2022. URL : http://journals.openedition.org/perspective/7017 ; DOI : https://doi.org/10.4000/perspective.7017].
- Avec Moncef Ben Moussa, Meriem Berrada, Malika Dorbani Bouabdellah, Taher Ghalia et Abdellah Karroum, « Musée national/musée universel, musée global/musée local : les musées de la rive sud de la Méditerranée », Perspective, 2 | 2017, 49-64 [mis en ligne le 30 juin 2018, consulté le 31 janvier 2022. URL : http://journals.openedition.org/perspective/7476 ; DOI : https://doi.org/10.4000/perspective.7476].
- « Éditorial », Perspective, 1 | 2021, p. 6-10 [mis en ligne le 31 décembre 2021, consulté le 28 janvier 2022. URL : http://journals.openedition.org/perspective/22078 ; DOI : https://doi.org/10.4000/perspective.22078].

## Expositions
Éric de Chassey a assuré le commissariat de nombreuses expositions, accompagnées de publications, dont :
- « Abstraction-Abstractions : Géométries provisoires » (musée d’art moderne de Saint-Étienne, 1997, en collaboration avec Camille Morineau) »
- « [Corps] Social » (Paris, École nationale supérieure des Beaux-Arts, 1999)
- « Made in USA : L’art américain (1908-1948) » (Bordeaux, galerie des beaux-arts ; Rennes, musée des Beaux-Arts ; Montpellier, Musée des Beaux-Arts, ; 2001-2002)
- « Kelly-Matisse, Dessins de plantes » (Paris, Centre Pompidou ; Saint Louis Art Museum ; 2002, en collaboration avec Rémi Labrusse)
- « Stroll On ! Aspects de l’abstraction en Grande-Bretagne dans les années soixante, 1959-1967 » (Genève, MAMCO, 2005-2006)
- « Repartir à zéro, comme si la peinture n’avait jamais existé, 1945-1949 » (musée des beaux-arts de Lyon, 2008-2009, en collaboration avec Sylvie Ramond)
- « Alex Katz : An American Way of Seeing » (Sara Hilden Museum, Tampere ; musée des beaux-arts, Grenoble ; Museum Kurhaus, Kleve, 2009)
- « Ils ont regardé Matisse. Réceptions abstraites de Matisse, 1948-1968 » (musée Matisse, Le Cateau-Cambrésis, 2009, en collaboration avec Émilie Ovaere)
- « La pesanteur et la grâce, Abstractions et spiritualité » (Paris, Collège des Bernardins ; Rome, Académie de France à Rome - Villa Médicis, 2010-2011)
- « Les mutants » (Rome, Académie de France à Rome – Villa Médicis, 2010)
- « Jean-Auguste Dominique Ingres - Ellsworth Kelly » (Rome, Académie de France à Rome – Villa Médicis, 2010)
- « Europunk. La culture visuelle punk en Europe, 1976-1980 » (Rome, Académie de France à Rome – Villa Médicis ; Genève, Mamco ; 2010-2011, en collaboration avec Fabrice Stroun)
- « Images en lutte. La culture visuelle de l'extrême-gauche en France (1968-1974) » (Paris, Palais des Beaux-Arts, 2018, en collaboration avec Philippe Artières)

## Organisation de colloques internationaux
- « Autour de Supports/ Surfaces », Paris, Galerie nationale du Jeu de Paume, 1998
- « Les utopies de l’abstraction », université François-Rabelais de Tours, 2005, en collaboration avec Pascal Rousseau
- « Repartir à zéro, Arts, culture et politique dans l’immédiate après-Seconde Guerre mondiale » (1945-1949), musée des beaux-arts de Lyon, 2009, en collaboration avec Jean Kempf
- « Pierre Soulages », Paris, Centre Pompidou, 2010

## Distinctions

### Décoration
- Janvier 2011 :  Chevalier de l'ordre des Arts et des Lettres (promotion de janvier 2011[60])

### Récompense
- Mai 2018 : Prix François Morellet remis par le château de Montsoreau - musée d'Art contemporain pour son livre Après la fin[61],[62].
- Novembre 2024 : Prix Pierre Daix pour l’histoire de l’art contemporain remis par François Pinault à la Bourse de Commerce pour son livre ouvrage Donner à voir. Images de Birkenau, du Sonderkommando à Gerhard Richter, paru aux éditions Gallimard dans la collection «Art et Artistes» en mai 2024[63],[64].